# 多棘杜父魚
多棘杜父魚，為輻鰭魚綱鮋形目杜父魚亞目杜父魚科的其中一種。

## 分布
本魚分布於北美洲美國阿拉斯加州、華盛頓州、加拿大卑詩省等地。

## 特徵
本魚頭大、平扁，吻短，軀幹部橢圓，尾部側扁。口大，端位。上下頜及鋤骨具齒，腭骨則無。腮蓋膜與峽部相連。體無鱗，具皮質小刺。背鰭兩個，分離；第一背鰭硬棘7至10枚，第二背鰭軟條18至23枚；胸鰭低而寬大；腹鰭胸位；尾鰭截形，臀鰭軟條15至19枚。側線完整，在下巴的頂端的一個孔，體為深褐色或橄欖色，腹面為黃白色或白色；通常有三個深色不規則的斑塊或橫帶在下背部的；在側邊上的模糊不規則的深色印記； 魚鰭有深色的橫帶,第一背鰭具有一個對於後面的深色斑點，體長可達30公分。

## 生態
本魚棲息於有陸封型及沿海型，陸封型棲息在湖泊具沙石底質水域，沿海型棲息在河口附近的鹹水中，屬卵生底棲性魚類，繁殖期會溯治河川下游產卵，主要捕食水生昆蟲與底棲的無脊椎動物為食。

## 經濟利用
能食用，亦可做為觀賞魚。

## 擴展閱讀
維基物種上的相關：多棘杜父魚